# Kleingarten

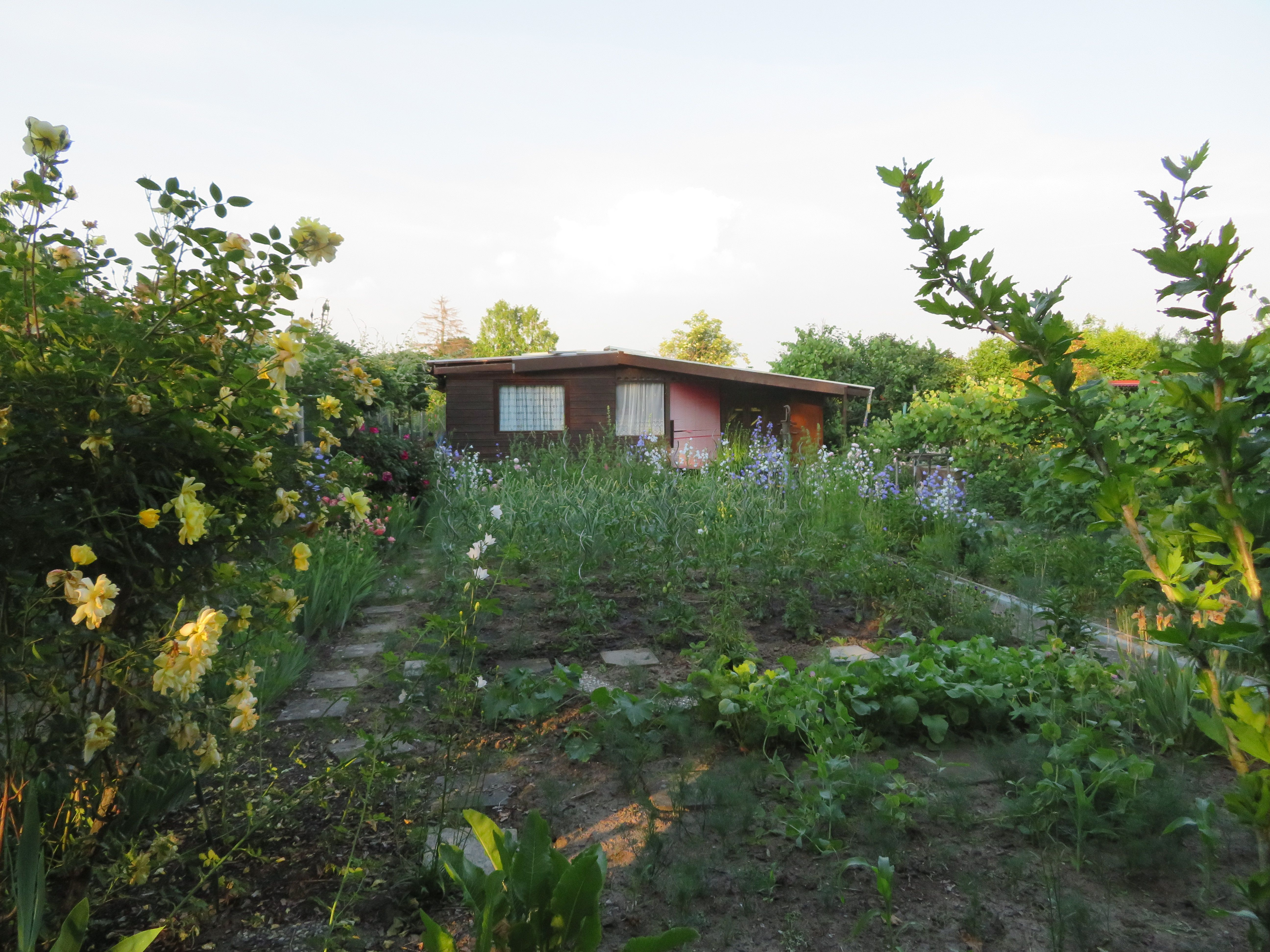
Schrebergarten mit Gartenhaus

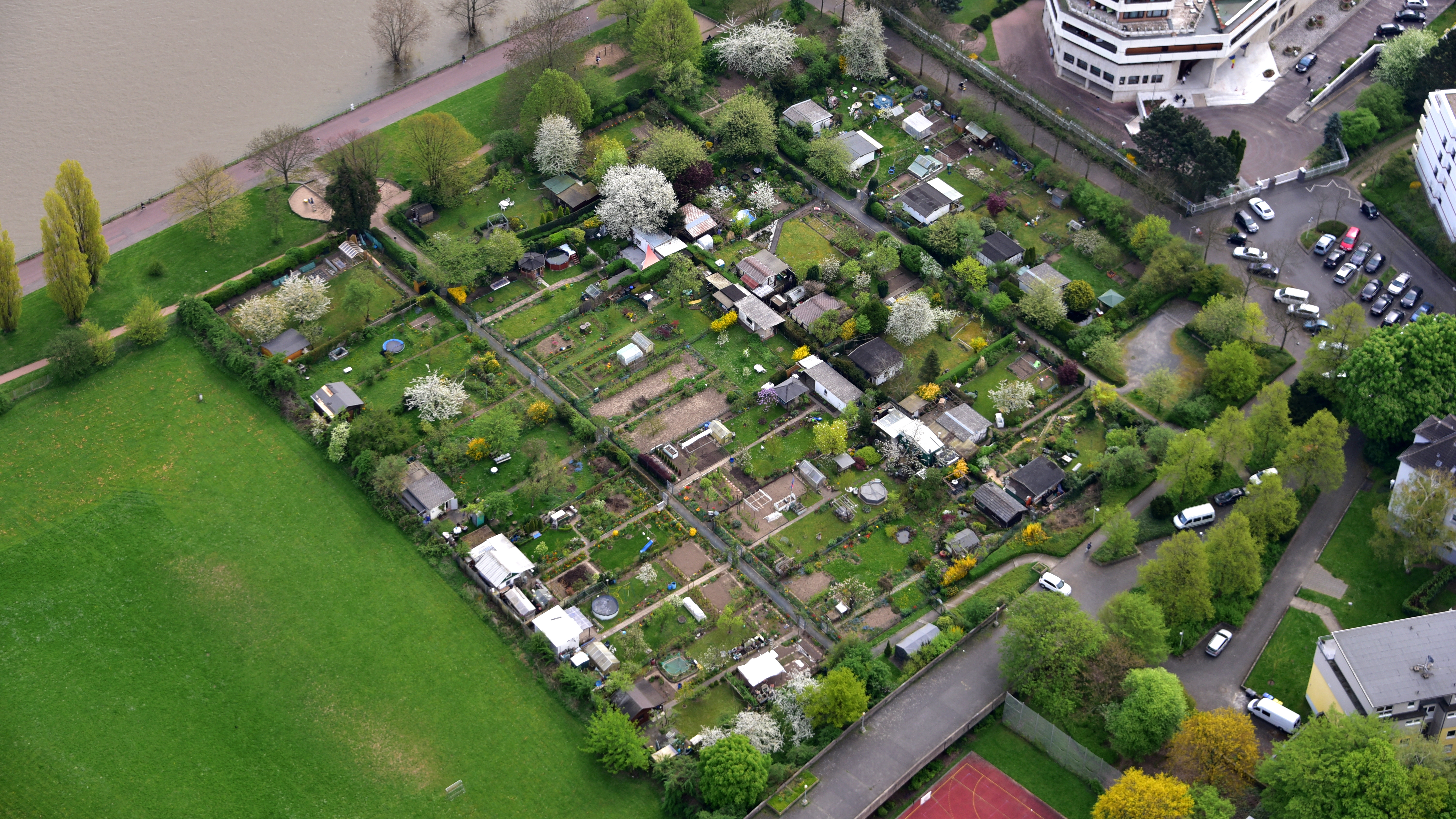
Kleingartenanlage

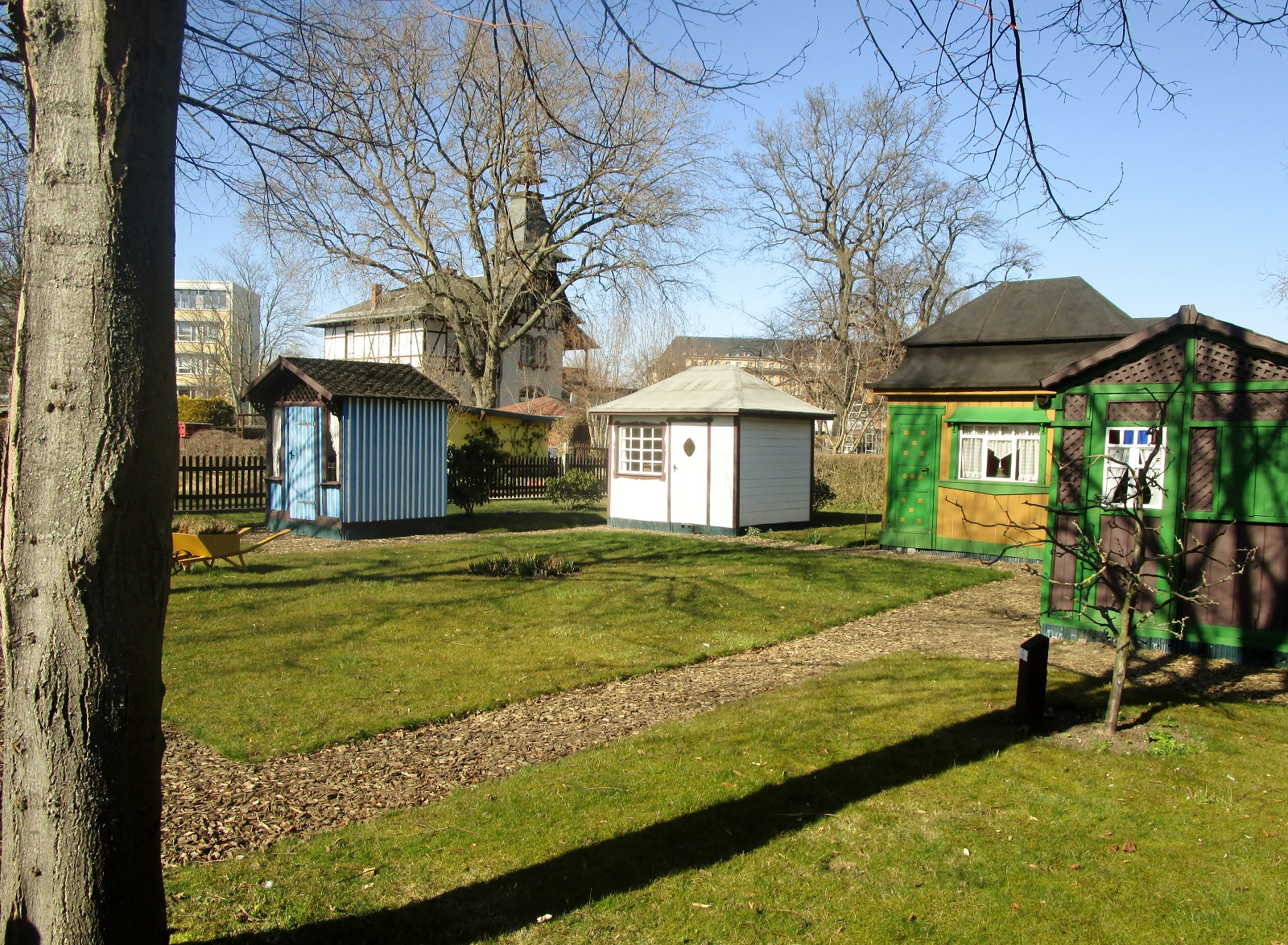
Deutsches Kleingärtnermuseum Leipzig

Der Kleingarten (KLG), auch Schrebergarten, Heimgarten, Familiengarten (bes. in der Schweiz), im Süddeutschen und Schweizerischen auch Bünt, Pünt oder Beunde, im Ostdeutschen Datsche oder verallgemeinernd als Parzelle oder Laube, bezeichnet ein eingezäuntes Stück Land als Garten.
Insbesondere liegt er in einer Anlage von Grundstücken, die von Vereinen (Kleingärtnervereinen, Kleingartenvereinen (KGV oder KLV), Schweiz: Püntenpächtervereinen, anderswo mitunter Gartensparte) verwaltet werden, und wo die Flächen oder Gärten günstig an Mitglieder verpachtet sind. Solche Anlagen werden auch als Gartenkolonien oder Laubenkolonien bezeichnet.
Laubenpieper ist eine (scherzhafte) Bezeichnung für den Besitzer eines Kleingartens (mit einer Gartenlaube), wobei das genutzte Grundstück im übertragenen Sinn oft Laube genannt wird.

## Kleingärten als Erholungsräume
Kleingärten sollen der Erholung in der Natur dienen und Stadtbewohnern nach dem Vorbild alter Bauerngärten den Anbau von Obst und Gemüse ermöglichen. Es finden sich in diesen Gärten aber auch Zierpflanzen und Rasenflächen, insbesondere wenn die Erholung im Vordergrund steht.
Meist befindet sich eine Laube auf jedem Grundstück einer Gartenanlage. Geregelt wird das Kleingartenleben durch die jeweilige Kleingartenordnung/Satzung/Statuten eines jeden Vereins. In Deutschland kommt das Bundeskleingartengesetz (BKleingG) hinzu, in Österreich das Kleingartengesetz, in der Schweiz wird es kantonal geregelt, beispielsweise in Baugesetzen.

## Soziale Funktionen von Kleingärten

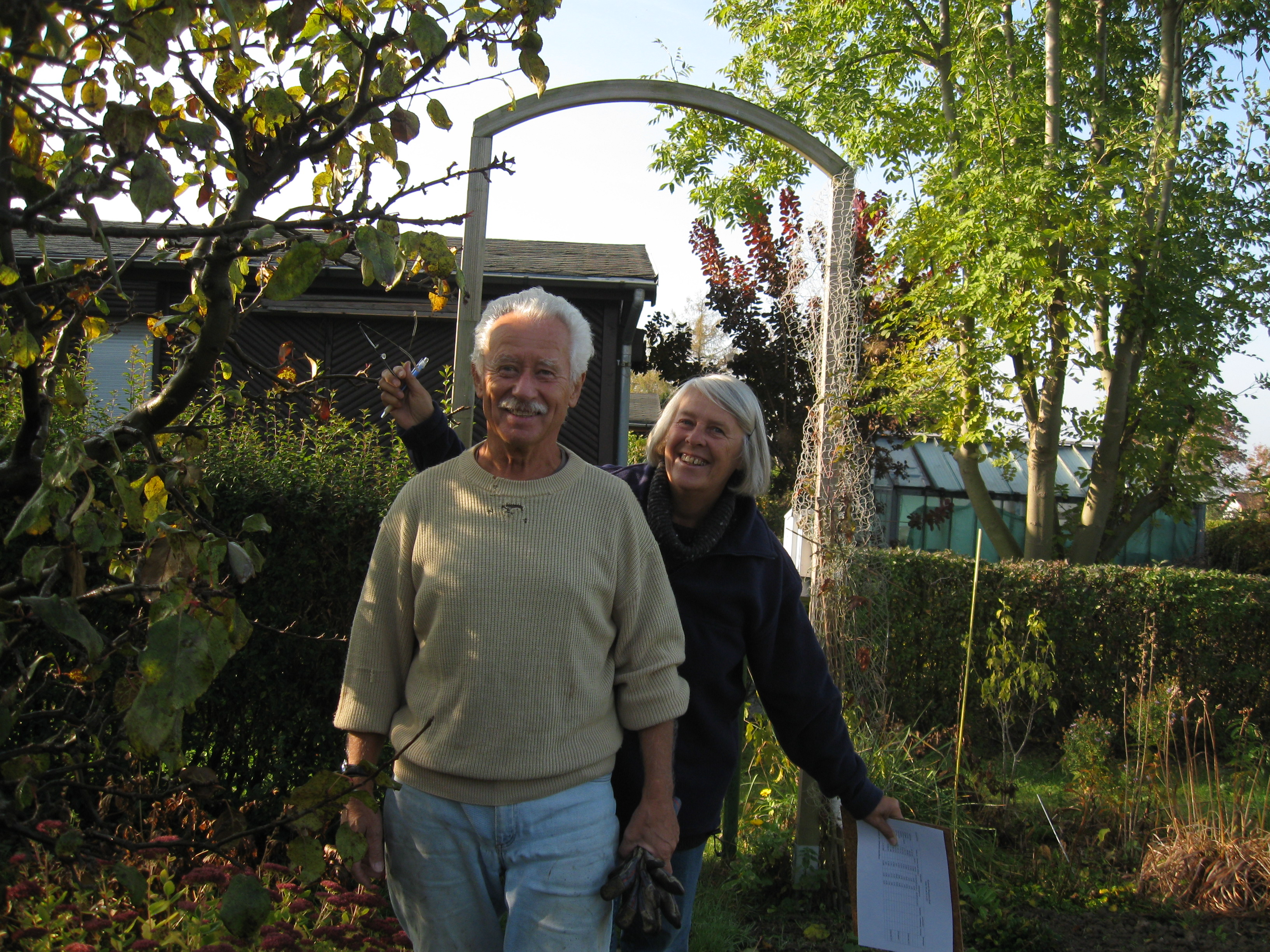
Vorstandsmitglieder beim Wasserzählerablesen im Kleingartenverein

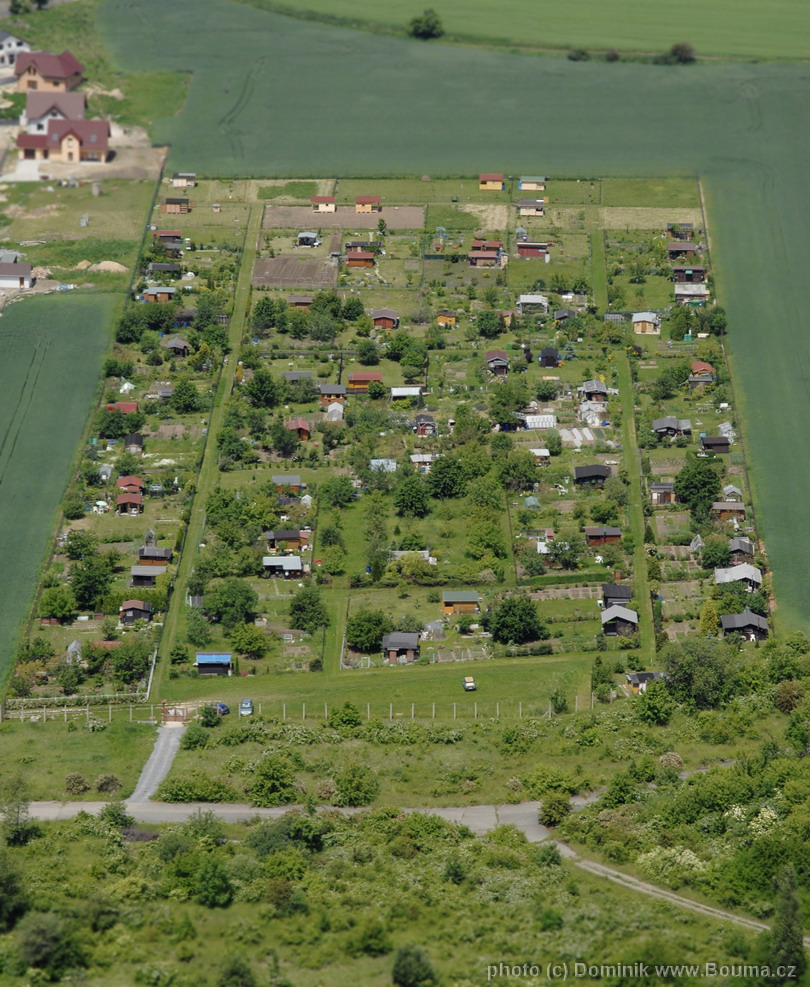
Luftaufnahme von Kleingärten im tschechischen Míškovice

Das Office International du Coin de Terre et des Jardins Familiaux, eine seit 1926 bestehende Vereinigung von über drei Millionen europäischen Kleingärtnern, beschreibt die sozialen Funktionen von Kleingärten.
- Der Allgemeinheit bieten die Kleingärten eine bessere Lebensqualität in den Städten durch Lärmverringerung, Staubbindung, Durchgrünung, Auflockerung der Bebauung, Biotop- und Artenschutz, Lebensraumvernetzung und klimatische Auswirkungen.
- Familien bieten die Kleingärten eine sinnvolle Freizeitbeschäftigung; eine gärtnerische Betätigung und das preiswerte Züchten von gesundem Gemüse; das persönliche Erlebnis vom Säen, Wachsen, Gedeihen und Ernten von gesundem Gemüse; ein Gegengewicht zum Leben in Betonburgen und auf Asphaltflächen; Förderung von harmonischen zwischenmenschlichen Beziehungen; einen direkten Kontakt mit der Natur.
- Kindern und Jugendlichen bieten die Kleingärten Ausgleich für die oft fehlenden Spielplätze; ein Spiel- und Kommunikationsfeld; Erlebnisräume in der Natur und Wahrnehmung ihrer natürlichen Zusammenhänge; Anschauungsunterricht in Biologie.
- Berufstätigen bieten die Kleingärten eine Entspannung vom Arbeitsstress durch gesunde Betätigung; eine ideale Alternative zum Arbeitsalltag.
- Arbeitslosen bieten die Kleingärten das Gefühl, gebraucht zu werden und dazuzugehören; ein Zuschuss an frischem Gemüse zu einem Minimalpreis.
- Immigranten bieten die Kleingärten eine Möglichkeit, Kontakte zu knüpfen und sich besser im Aufnahmeland zu integrieren (siehe auch „Interkulturelle Gärten“). In Deutschland haben 7,5 Prozent der Kleingärtner, das sind 75.000 Kleingärtnerfamilien, einen Migrationshintergrund.[2]
- Behinderten bieten die Kleingärten einen Ort, an dem sie am Vereinsleben teilnehmen, Kontakte knüpfen und so der Isolierung entgehen; das Erleben vom Säen und Pflanzen, vom Wachsen, Gedeihen und Ernten.
- Senioren bieten die Kleingärten einen Ort des Gesprächs und der Ruhe durch die Zusammenführung von Menschen mit gleichen Interessen; über Jahre gewachsene Kontakte; individuelle Selbstverwirklichung und Beschäftigung im dritten Lebensabschnitt im eigenen Garten.

In den als Vereinen organisierten Kleingartenanlagen (KLA) gibt es häufig ein allen Vereinsmitgliedern zugängliches Gebäude, das Vereinsheim, Gemeinschaftshaus oder in Österreich auch Schutzhaus genannt wird. Es dient meist den Vereinssitzungen und hält allgemeines Werkzeug bereit. Oft ist darin eine kleine Gastwirtschaft untergebracht, die manchmal Vereinsfremden zugänglich ist.
Die sozialen und ökologischen Funktionen des europäischen Kleingartenwesens finden mittlerweile auch Eingang in die entwicklungspolitische Zusammenarbeit. Seit 2003 sind auf den Philippinen mehrere Kleingartenanlagen für städtische Arme mit Unterstützung deutscher und belgischer Partner entstanden.
Für die Städte Afrikas werden Kleingartenanlagen als Strategie der Ernährungssicherung diskutiert und bereits erfolgreich wie in Heilbron (Südafrika) umgesetzt.

## Ökologie in Kleingärten

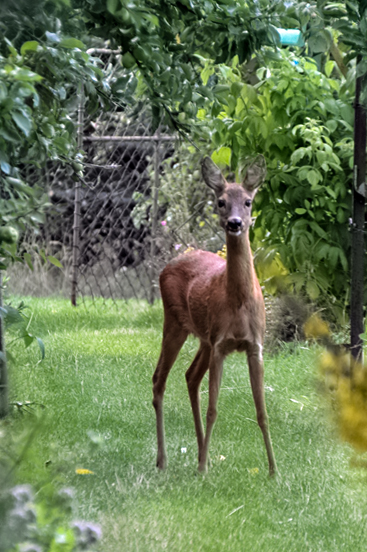
Reh im ökologischen Garten

Natur- und Umweltschutz spielen bei Kleingärtnern eine wichtige Rolle. Befragt nach der Bedeutung, die ihr Kleingarten für sie persönlich hat, wird dies hoch geschätzt – noch vor Gesundheitsvorsorge und Freude an der Gartenarbeit. Von fast allen Kleingärtnern werden Grundregeln des naturnahen Gärtnerns praktiziert. 97 % nutzen Regenwasser zum Bewässern und 96 % kompostieren die Gartenabfälle. Ausgeprägt ist das Bewusstsein für naturnahes Gärtnern bei jüngeren Kleingärtnern, die ihren Garten seit höchstens zehn Jahren bewirtschaften. Mehr als jeder zweite dieser Neu-Kleingärtner (54 %) betreibt biologischen Anbau von Obst und Gemüse, fast zwei Drittel (61 %) verzichten auf Kunstdünger, mehr als vier Fünftel (82 %) lehnen chemische Schädlingsbekämpfung ab. Gefördert wird diese Entwicklung durch die Fachberatung der Vereine. 84 % der Vereine nutzen dies, um das Natur- und Umweltbewusstsein ihrer Mitglieder zu fördern (1997: 75 %). In jeder zehnten Anlage gibt es „ökologische Musterkleingärten“, wo Möglichkeiten des naturnahen Gärtners vorgeführt werden.

## Situation in Deutschland

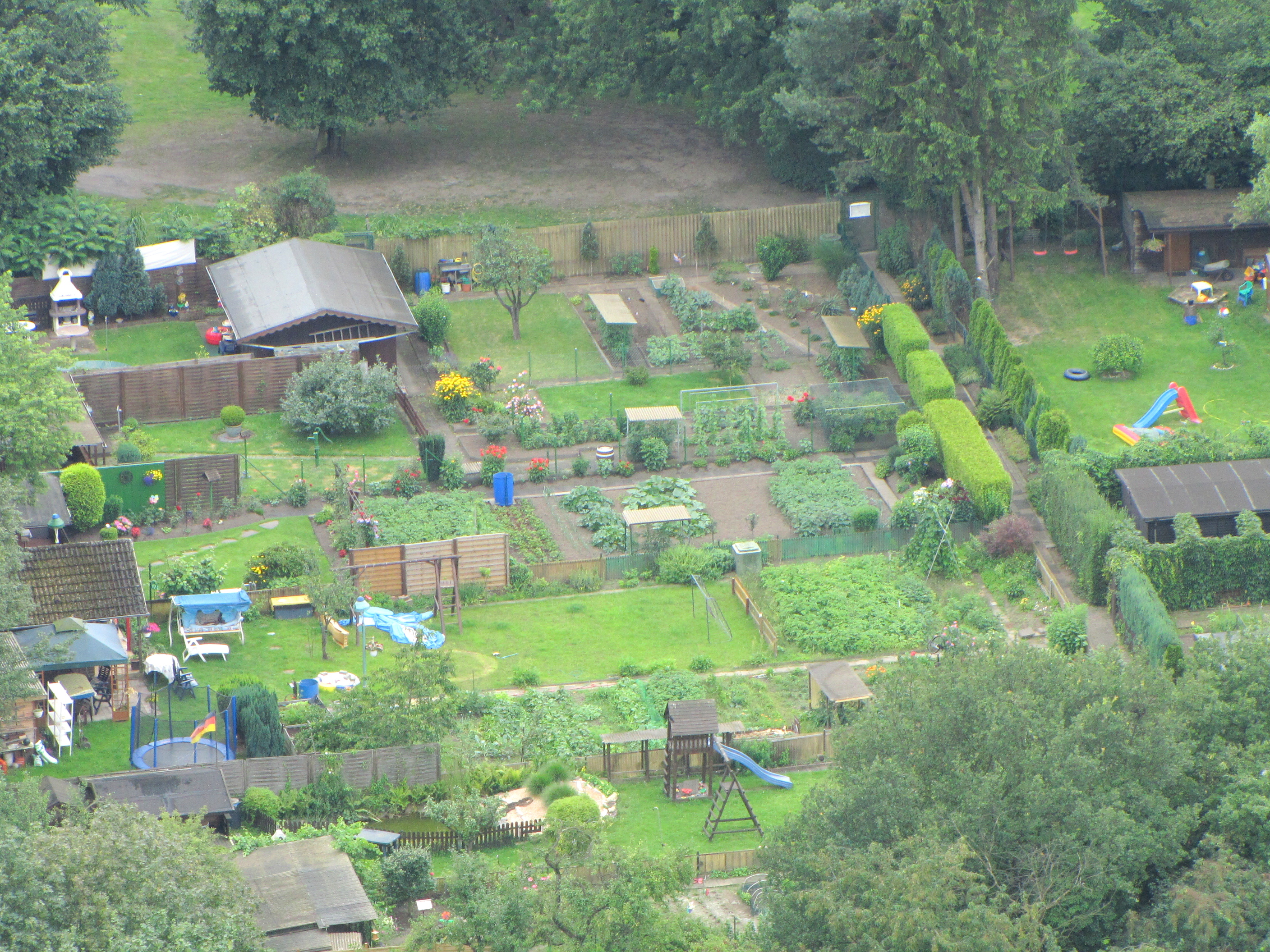
Schrebergärten

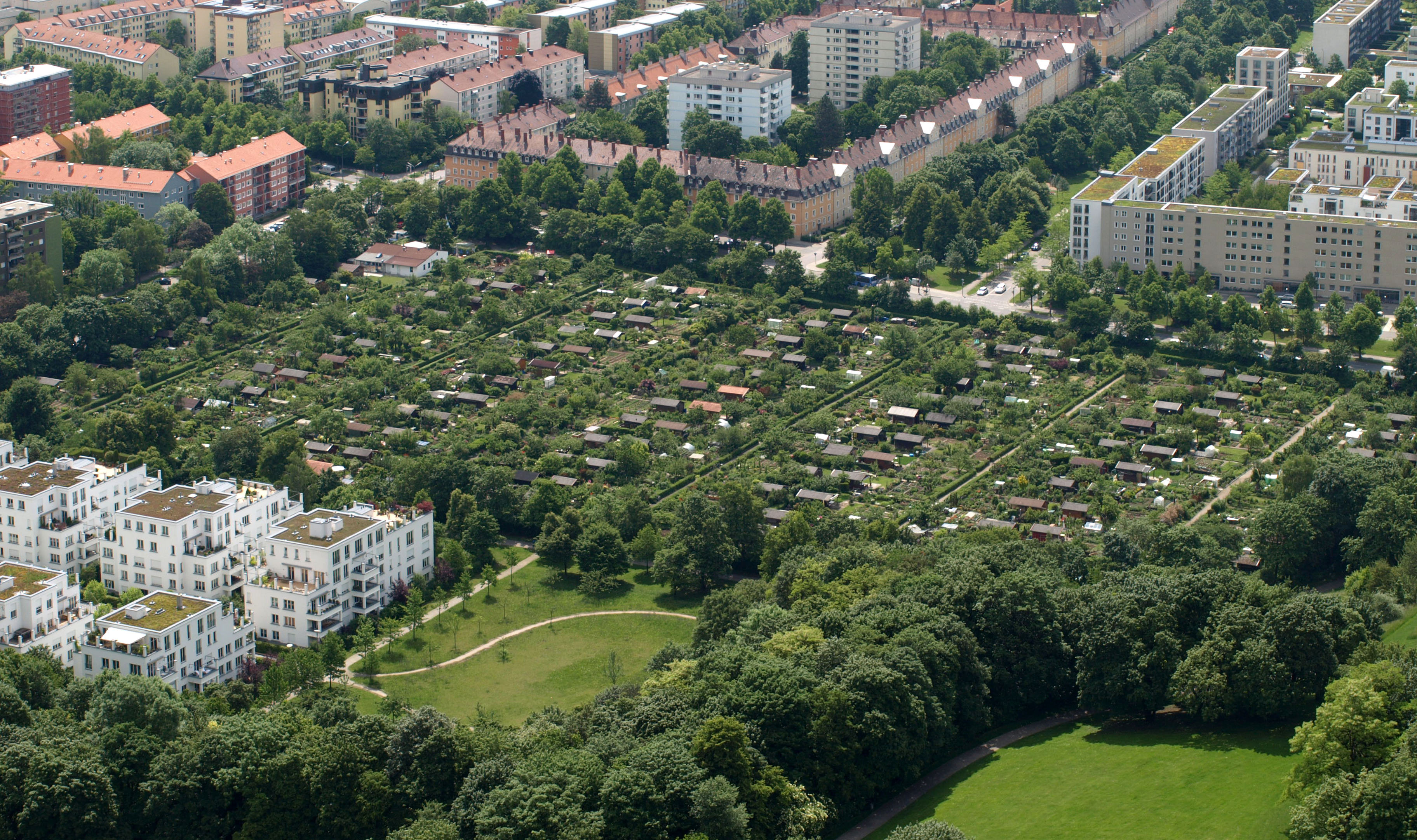
Kleingartenanlage beim Olympiapark in München

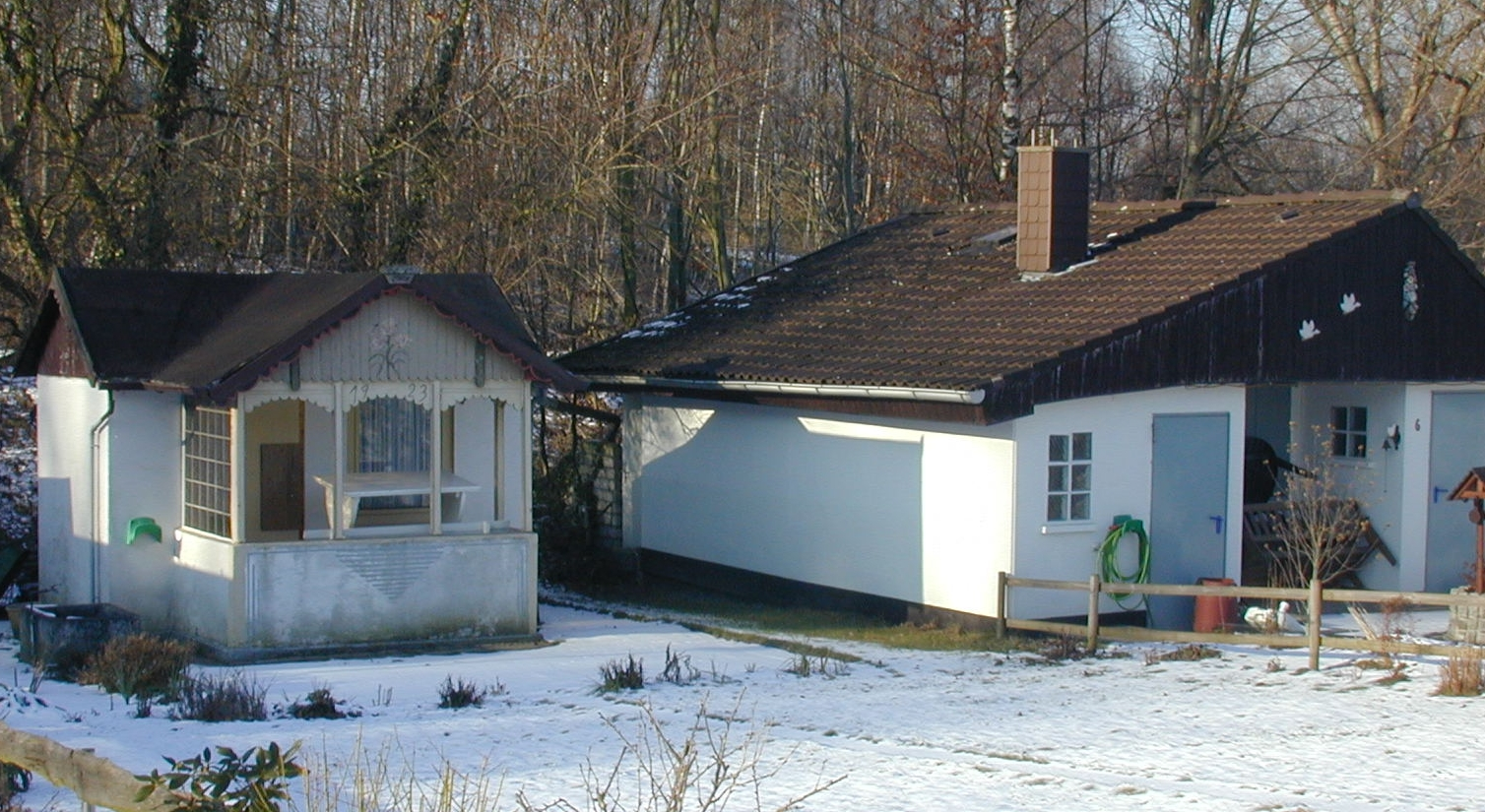
Gartenlauben
aus zwei Epochen

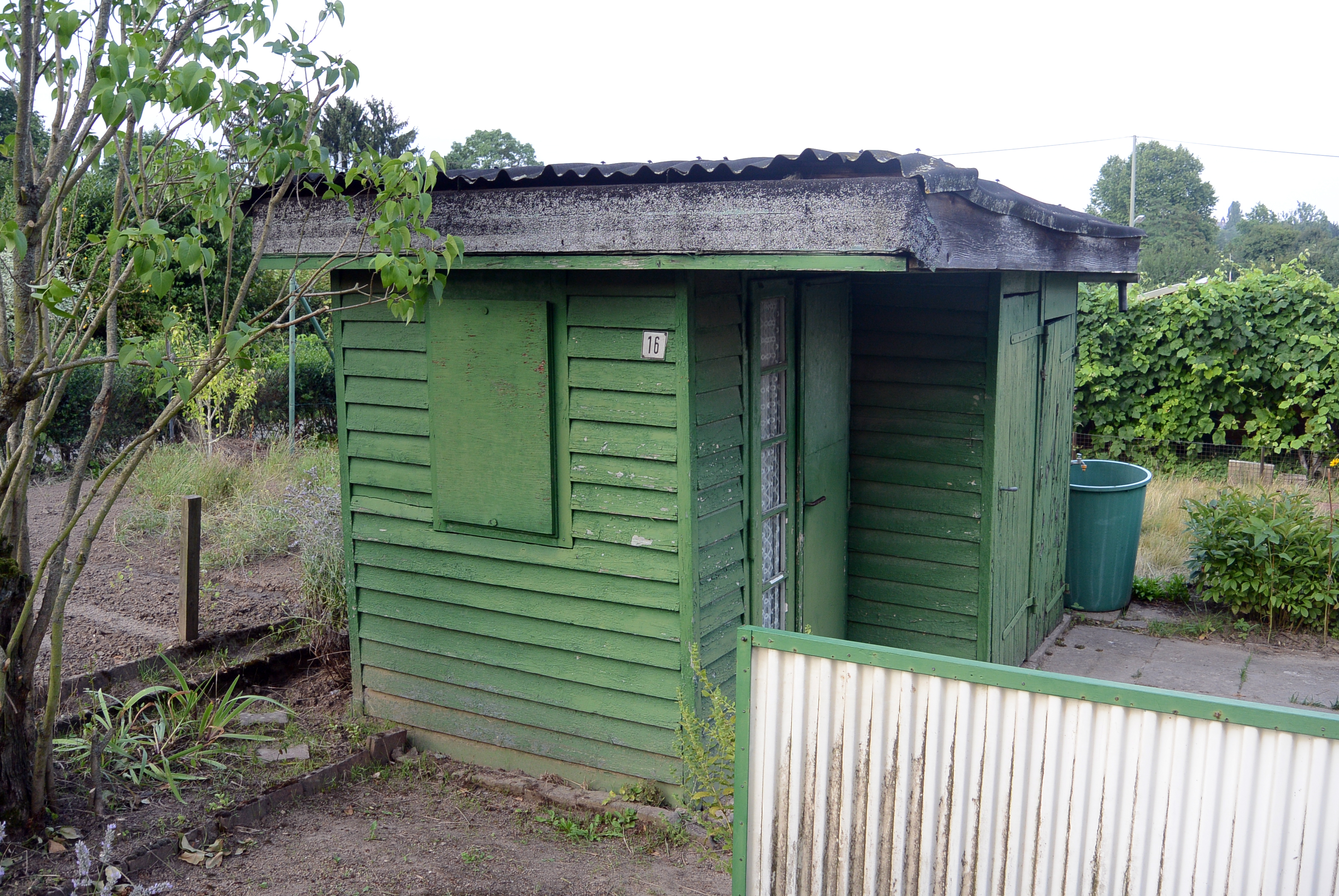
Typisiertes Schrebergartenhaus des Siedlungsprojekts „Neues Frankfurt“, 1925–1930 (Zustand 2014)

Der Begriff Kleingarten wird durch den § 1 Abs. 1 Bundeskleingartengesetz definiert, wie auch der Begriff der kleingärtnerischen Nutzung. Im Gegensatz dazu werden Flächen zur rein hobbygärtnerischen Nutzung, die meist von Gemeinden mit kurzen Vertragslaufzeiten gepachtet werden können, als Grabeland bezeichnet.
Die meisten Kleingärten sind in Vereinen organisiert. Der Dachverband der Kleingärtner ist der Bundesverband der Kleingartenvereine Deutschlands e. V. (BKD). Er vertritt 20 Landesverbände mit insgesamt 15.000 Vereinen. In den Vereinen sind insgesamt 967.240 Kleingärtner organisiert. Gemeinsam mit dem Bundesministerium für Verkehr, Bau und Stadtentwicklung richtet der BDG alle vier Jahre den Bundeswettbewerb „Gärten im Städtebau“ aus. Dieser würdigt besondere städtebauliche, ökologische, gartenkulturelle und soziale Leistungen der Kleingärtnervereine.
In Deutschland gibt es mehr als eine Million Kleingärten hauptsächlich in Städten, da dort den Menschen auf Grund von Platzmangel oft Gartenland fehlt. Zusammengenommen haben diese eine Fläche von mehr als 46.000 Hektar (460 km²). Die einzelnen Parzellen sind im Schnitt 370 m² groß. Der größte Kleingartenverein ist der „Verein der Kleingärtner Ulm e. V.“ in Ulm, gegründet 1932. Auf 53,1 Hektar Fläche finden sich hier 1315 Parzellen. Die kleinste Anlage ist der Kleingärtnerverein „Am Vogelberg“ in Kamenz mit fünf Parzellen.
Eine durchschnittliche Ablösesumme betrug 2008 für einen Kleingarten 1900 Euro. In Großstädten war diese mit durchschnittlich 3300 Euro jedoch höher. Insgesamt haben sich die Anschaffungskosten von 1990 bis 2008 um 30 % verringert. Die durchschnittliche Pacht für einen Kleingarten lag bei 0,17 Euro/m². Von 1998 bis 2008 erhöhte sich die Pacht deutschlandweit um rund 30 %. Die Höhe der Pacht korrelierte zudem mit der Stadtgröße, je größer die Stadt, desto teurer war die Gartenpacht. Der Mitgliedsbeitrag belief sich im Schnitt auf 29 Euro pro Jahr. Dazu kamen Nebenkosten von durchschnittlich 276 Euro im Jahr für Strom, Versicherung und Kommunalabgaben. So kostete ein Kleingarten in Deutschland im Schnitt insgesamt 373 Euro im Jahr, was etwa einen Euro pro Tag bedeutete.
Besonders in den Großstädten übersteigt die Nachfrage oft das Angebot – 40 % aller Vereine führen Wartelisten (alte Bundesländer: 60 %). In Regionen, die durch Bevölkerungsrückgang geprägt sind, finden inzwischen manche Gärten keine Pächter, so klagt ein Drittel der Vereine über Leerstände – bei ihnen standen 2,5 % der Gärten schon länger als ein Jahr leer. Im Schnitt bewerben sich pro Verein zehn Neupächter pro Jahr, insgesamt kommt es bei 5,2 % der Parzellen zu einem Pächterwechsel.
Eine wesentliche Aufgabe der Kleingärten ist es, einen Ausgleich zum verdichteten Geschosswohnungsbau, einen Ersatz für zu wenig Gartenland am Wohngebäude und mangelnde nahegelegene Grünanlagen zu schaffen. 82 % der Kleingärtnerhaushalte sind Mieterhaushalte, die zumeist in mehrgeschossigen Wohnblocks leben (67 % im Westen, 74 % im Osten). Die eigene Parzelle bietet wohnungsnahen Ausgleich für fehlendes Grün. 84 % aller Gärten liegen maximal fünf Kilometer von der Wohnung entfernt. 96 % aller Kleingärtner brauchen maximal eine halbe Stunde bis zu ihrem Garten, 60 % brauchen weniger als eine Viertelstunde.
Kleingartendichte in deutschen Großstädten (Rang nach Einwohnerzahl)
(Quelle: Bundesverband Deutscher Gartenfreunde e. V.)
| Rang Einwohner | Stadt             | Einwohner (2024) | Kleingärten (2024) | Kleingärten / 100 Einwohner |
| -------------- | ----------------- | ---------------- | ------------------ | --------------------------- |
| 1.             | Berlin            | 3.800.662        | 66.000             | 1,74                        |
| 2.             | Hamburg           | 1.915.582        | 36.000             | 1,88                        |
| 3.             | München           | 1.601.739        | 8.700              | 0,54                        |
| 4.             | Köln              | 1.094.974        | 12.000             | 1,10                        |
| 5.             | Frankfurt am Main | 775.109          | 16.000             | 2,06                        |
| 6.             | Bremen            | 691.703          | 16.900             | 2,44                        |
| 7.             | Düsseldorf        | 642.304          | 6.600              | 2,44                        |
| 8.             | Leipzig           | 632.562          | 39.000             | 6,17                        |
| 9.             | Stuttgart         | 615.487          | 3.000              | 0,49                        |
| 10.            | Dortmund          | 601.343          | 8.200              | 1,36                        |
| 11.            | Essen             | 597.066          | 8.500              | 1,42                        |
| 12.            | Dresden           | 573.648          | 25.000             | 4,36                        |
| 13.            | Hannover          | 548.186          | 20.000             | 3,65                        |
| 14.            | Nürnberg          | 544.876          | 8.200              | 1,50                        |
| 15.            | Duisburg          | 507.876          | 6.300              | 1,24                        |

In Nürnberg gibt es ein Laubenmuseum, welches vom Stadtverband Nürnberg der Kleingärtner verwaltet wird.
In den neuen Bundesländern wird oftmals der Bestandsschutz angewendet, um den Voraussetzungen des Bundeskleingartengesetzes gerecht zu werden, beispielsweise bei der zulässigen Größe der Lauben. Die vorherigen gesetzlichen Bestimmungen müssen berücksichtigt werden.
Das Durchschnittsalter der Kleingarten-Nutzer liegt bei 60 Jahren. Von 2003 bis 2008 gingen 45 % der Neuverpachtungen an Familien. 64 % aller Pächter, die seit 2000 einen Garten übernommen haben, sind jünger als 55 Jahre.
Signifikant ist die Nutzung von Kleingärten auch durch Pächterfamilien mit Migrationshintergrund. Im Jahr 2004 betrug deren Quote in ganz Deutschland 7,5 % in den organisierten Vereinen, bei einem Bevölkerungsanteil von 8,9 %. In den alten Bundesländern betrug die Quote sogar 17,0 %, bei nur leicht erhöhtem Bevölkerungsanteil von 9,6 %. Eine Studie des Ministeriums für Umwelt und Naturschutz, Landwirtschaft und Verbraucherschutz des Landes Nordrhein-Westfalen prognostizierte bereits 2009 ein weiteres Wachstum dieser Nachfrage, vor allem in den Ballungsräumen.

## Geschichte und Situation in Österreich
Nach ersten Versammlungen 1903 wird auf einer zweieinhalb Joch großen Wiese in Purkersdorf bei Wien der „Erste österreichische Naturheilverein“ gegründet und 1904 die erste Schrebergartenkolonie Österreichs „Heimgarten“ in Deutschwald südlich von Purkersdorf errichtet. Später folgen innerhalb des Gemeindegebiets von Wien liegende. Am 12. Juni 1907 wurde der Verein „Heimgarten“ in Graz gegründet und eine erste Kleingartenanlage in Graz errichtet. Der Verein wurde am 28. Jänner 1943 umbenannt in „Heimgartenverein Langensiepen“. Langensiepen zählt noch heute zu den größten Heimgärten der Steiermark, ihn durchfließt der Grazer Mühlgang.
Wien
Der erste Wiener Kleingarten wurde im Rosental (heute 14. Wiener Gemeindebezirk) gegründet, die ersten Parzellen 1911 vergeben. Die große Nachfrage nach den kleinen Naherholungsgebieten blieb auch nach den Weltkriegen ungebrochen und Anfang der 1990er Jahre erfolgte die Umwidmung auf ganzjähriges Wohnen samt der Erlaubnis, auf fünfzig Quadratmetern zu bauen. Das zog eine Verbesserung der Infrastruktur in den Anlagen wie Gas- und Kanalanschlüsse sowie die winterfeste Umrüstung der Wasserleitungen nach sich. Im Zuge der ganzjährigen Bewohnung konnten ab 1993 die Kleingartenparzellen von den Pächtern käuflich erworben werden. Im Februar 2021 wurde der Verkauf der Kleingartenanlagen von der Stadt Wien eingestellt, was bei der ÖVP Wien für Kritik sorgte. Der Erwerb sei laut der ÖVP eine Möglichkeit für Familien, leistbares Eigentum zu schaffen.
Der Heimgartenanbieter Magistrat Wien koveranstaltet zu Ostern die Wiener Kleingarten-Messe in den Blumengärten Hirschstetten, die in 13. Auflage 2017 auch Bauen und Wohnen als Schwerpunkte umfasste (immer mehr Menschen wohnen in Kleingärten). Die Pacht beträgt je nach Widmung und Verbauung 1,30 bis 3,50 Euro pro Quadratmeter und Jahr. Wien weist fast 36.000 Kleingärten mit insgesamt 14 Millionen Quadratmetern Fläche auf, was 3,37 % der Fläche der Gemeinde von 415 km² entspricht. Der Zentralverband der Kleingärtner erklärt, dass 2017 ein Bedarf für 3000 zusätzliche Parzellen bestehen würde.

## Situation in der Schweiz
1925 wurde der Schweizer Familiengärtnerverband durch die kantonalen Dachverbände von Basel, Bern, Genf, Lausanne und Zürich unter dem Namen Schweizerischer Kleingärtnerverband als gesamtschweizerischer Dachverband gegründet. Dem Dachverband haben sich rund 25.000 Mitglieder und gegen 400 Gartenareale angeschlossen. 1974 erfolgte eine Aufteilung in die Regionen Suisse romande, Basel, Bern, Ostschweiz, Zentralschweiz und Zürich. Die Gartenareale werden von Städten und Gemeinden dauerhaft zur Verfügung gestellt und von in Genossenschaften organisierten Gartenpächtern im Sinne eines naturnahen Gartenbaus gefördert und verwaltet. Die Familiengärten gelten als kreative und produktive Freizeitbeschäftigung mit ausgesprochen integrativem Charakter. Die Angebote werden auch von der ausländischen Wohnbevölkerung rege benützt. Die Verbandszeitung Gartenfreund – Jardin familial erscheint monatlich zweisprachig in einer Auflage von 25.000 Exemplaren. Winterthur hat mit fast 3 „Pünten“ auf 100 Einwohner eine große Dichte an solchen Familiengärten.

## Situation in Europa

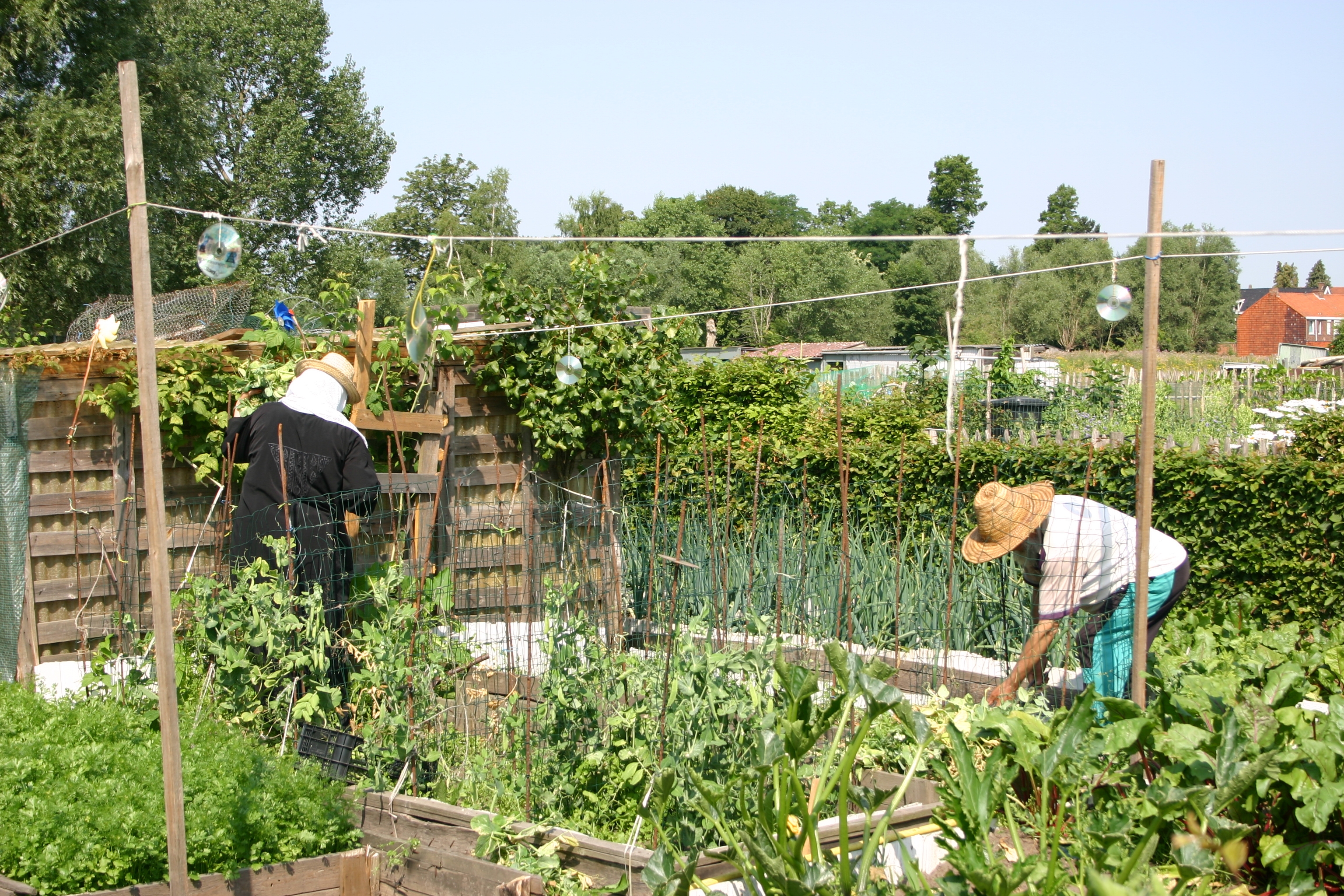
Belgische Kleingärtner bei der Gartenarbeit

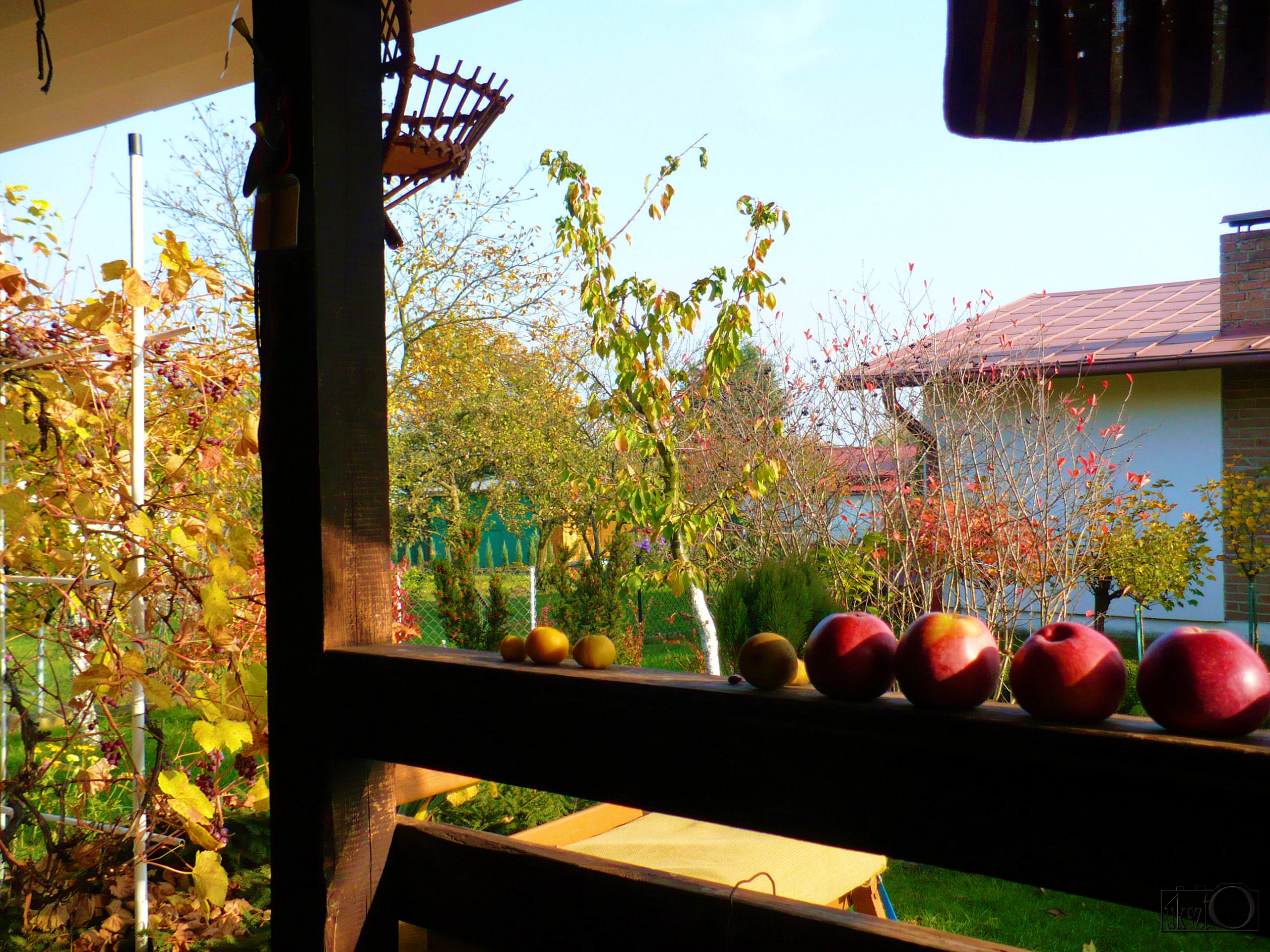
Herbst in einer Gartenanlage im polnischen Łódź

14 nationale Kleingärtnerorganisationen sind im europäischen Verband „Office International du Coin de Terre et des Jardins Familiaux“ organisiert.
Anzahl der Mitglieder in Kleingärtnervereinen in Europa
| Belgien:        | 21.000  |
| Dänemark:       | 40.000  |
| Deutschland:    | 893.000 |
| Finnland:       | 3.700   |
| Frankreich:     | 26.000  |
| Großbritannien: | 80.000  |
| Luxemburg:      | 16.754  |
| Niederlande:    | 33.000  |
| Norwegen:       | 1.500   |
| Österreich:     | 40.235  |
| Polen:          | 850.000 |
| Schweden:       | 22.856  |
| Schweiz:        | 23.500  |
| Slowakei:       | 130.000 |

In Tschechien hat der Kleingärtnerverband ca. 170.000 Mitglieder.

## Geschichte

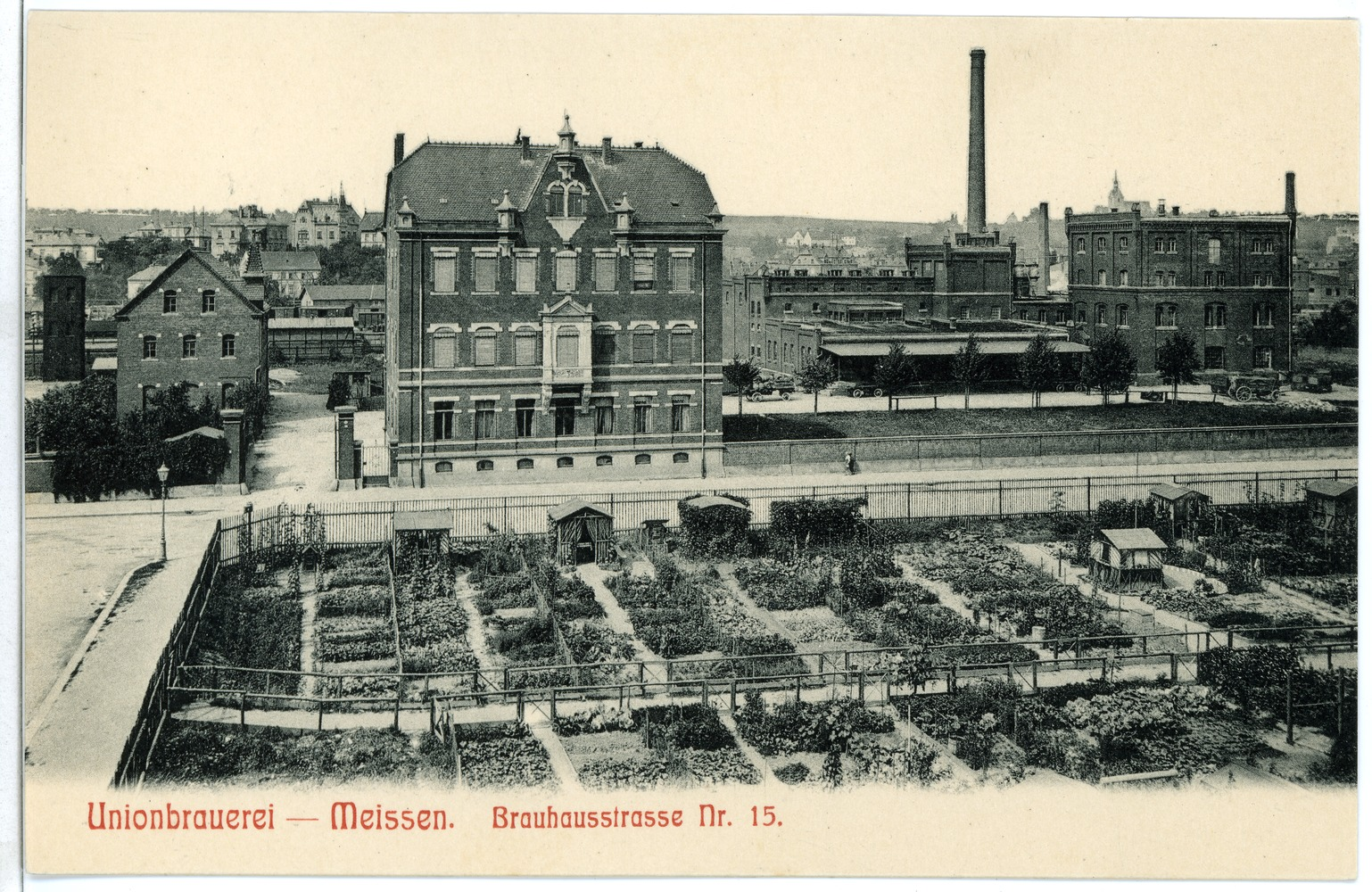
Kleingärten 1906 in Meißen

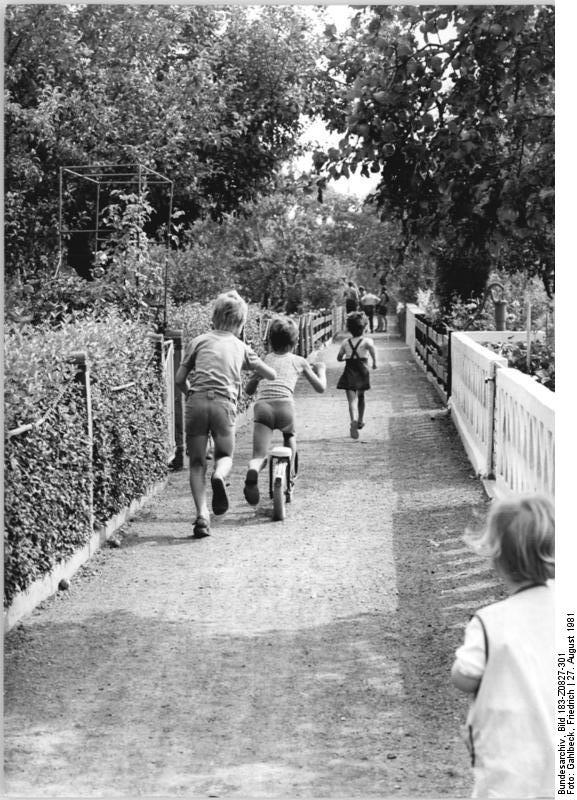
Historische Aufnahme einer Kleingartensiedlung in Leipzig

### Armengärten
Die Anlage von Armengärten auf Initiative von wohlmeinenden Landesherren, Fabrikbesitzern, Stadtverwaltungen und Wohlfahrtsorganisationen war eine von vielen Maßnahmen, um Anfang des 19. Jahrhunderts des Armenproblems Herr zu werden. Es hatte seine Ursache im sprunghaften Anwachsen der Bevölkerung. Da das Bruttoinlandsprodukt nicht im gleichen Verhältnis stieg, wurde das Armenproblem als vordringliche Aufgabe erkannt. Als eine der ersten Armengärtenanlagen im heutigen Deutschland gelten die parzellierten Gärten, die auf Anregung des Landgrafen Karl von Hessen-Kassel um 1797/98 im damals noch dänischen Kappeln an der Schlei angelegt wurden (sog. Carlsgärten). Das Hauptziel war es, dem Hunger und der Verarmung entgegenzuwirken. 1826 existierten solche Gärten bereits in 19 Städten. 1830 folgte in Kiel die „Gesellschaft freiwilliger Armenfreunde“ dem Beispiel. Auf dem „Prüner Schlag“ wurden Parzellen aus städtischem Besitz mit der bis heute gültigen Größe von 400 m² ausgewiesen und für geringe Pacht vergeben. Mitte des 19. Jahrhunderts entstanden in vielen Städten Armengärten und insbesondere in Berlin die Laubenkolonien des Roten Kreuzes („Rotkreuzgärten“) und der Arbeiterbewegung („Arbeitergärten“) sowie die Gärten der Bahnlandwirtschaft („Eisenbahnergärten“).

### Schrebergärten

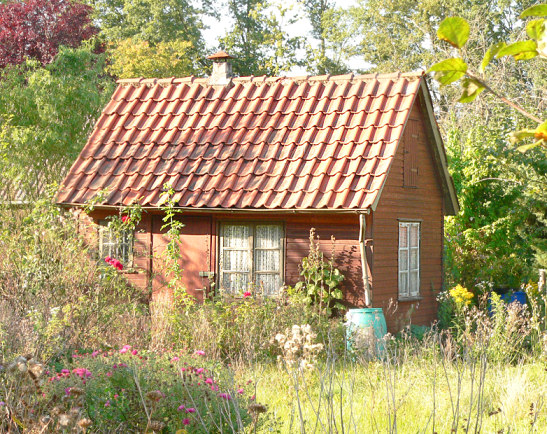
Denkmalgeschütztes Schrebergartenhaus von etwa 1940 in der Dauerkolonie Annateich in Hannover

Eine andere Entwicklungslinie lässt sich ab Mitte des 19. Jahrhunderts auf den für die späteren Anlagen namensgebenden Leipziger Arzt Moritz Schreber zurückführen. Der Orthopäde Schreber war jedoch nicht der Erfinder der Schrebergartenbewegung, sondern gab mit dem Anatomen Carl Ernst Bock und dem 1847 von ihnen entwickelten diätetisch-orthopädischen Konzept lediglich den Anstoß zu zunächst der „körperlichen Ertüchtigung“ dienenden Kleingärten bzw. Gartenkolonien. Es war Schrebers Mitstreiter, der Schuldirektor Ernst Innozenz Hauschild, auf dessen Initiative der erste Schreberverein zurückgeht. Eigentlich ein Schulverein, der in Zusammenarbeit mit den Eltern seiner Schüler entstanden ist, wollte man ihn aber weder Schul- noch Erziehungsverein taufen und so benannte man ihn zu Ehren des verstorbenen Schreber. Im Jahre 1865 feierte man die Einweihung des ersten „Schreberplatzes“ am Johannapark in Leipzig, einer Spielwiese, auf der Kinder von Fabrikarbeitern unter Betreuung eines Pädagogen spielen und turnen konnten. Bis hierhin hat der Schreberplatz nichts mit Gärten zu tun.
Erst ein Lehrer namens Heinrich Karl Gesell war es, der an diesem Platz Gärten anlegte. Zunächst als weitere Beschäftigungsmöglichkeit für die Kinder gedacht, entwickelten sich die Gärten rasch zu Refugien der Eltern bzw. der ganzen Familie. Aus den „Kinderbeeten“ am Rand des Schreberplatzes wurden „Familienbeete“, die man später parzellierte und umzäunte. Ab jetzt nannte man sie „Schrebergärten“.
Bald gingen diese Gärtchen in die Obhut der Eltern über und 1869, als die Initiative bereits rund 100 Parzellen umfasste, gab sie sich eine Vereinssatzung. Geräteschuppen, Lauben und Zäune wurden errichtet, und 1891 waren bereits 14 weitere Schrebervereine in Leipzig gegründet worden. Die historische Kleingartenanlage „Dr. Schreber“ steht heute unter Denkmalschutz und beherbergt seit 1996 das Deutsche Kleingärtnermuseum.
Kleingartengebiete wurden vielerorts in Europa ausgewiesen, um der Bevölkerung in der Zeit nach dem Zweiten Weltkrieg eine bessere Ernährung zu ermöglichen. Aufgrund des Wohnungsmangels in Deutschland nach dem Zweiten Weltkrieg wurden in Kleingartenanlagen die Lauben oft ungenehmigt erweitert und wohnbar gemacht. Diese Schwarzbauten wurden von der Stadtverwaltung meist geduldet und den Bewohnern lebenslanges Wohnrecht zugestanden. So kommt es, dass bis heute in alten Kleingartenanlagen noch kleine Wohnhäuser zu finden sind, die auch bewohnt sind.

## Dokumentarfilme
- Unser Garten Eden – Geschichten aus dem Schrebergarten. 95 Min. Regie: Mano Khalil. Schweiz 2009.[22]
- Mein kleiner grüner Garten. (Alternativtitel: Schrebergärten). 3 Teile. 90 Min. Drehbuch: Anna Heidi Jung, Marion Wolf. Deutschland 2012.[23]
- Heimat To Go – Vom Glück im Schrebergarten. 90 Min. Drehbuch: Stanislaw Mucha. Österreich 2021.[24]
- Spießer oder Rebellen? Die Geschichte der Schrebergärten. 45 Min. Drehbuch: Katherina Lörsch, Julia Waldmann. Deutschland 2022.[25]
- Der Schrebergarten – Ein Blick über den Zaun. (Alternativtitel: Die Geschichte des Schrebergartens). 51 Min. Regie: Katherina Lörsch. Deutschland/Frankreich/Polen 2022.[26]